# Wohn- und Wirtschaftsgebäude Duddenhausen 63
Das Wohn- und Wirtschaftsgebäude Duddenhausen 63 der Hofanlage Oestmann in Bücken-Duddenhausen in der niedersächsischen Samtgemeinde Grafschaft Hoya stammt vom 19. Jahrhundert.
Das Gebäude steht unter Denkmalschutz (siehe auch Liste der Baudenkmale in Bücken).

## Beschreibung
Das eingeschossige traufständige Zweiständer-Hallenhaus in Fachwerk mit Steinausfachungen, mit einem reetgedeckten Krüppelwalmdach und Niedersachsengiebel mit Uhlenloch wurde 1820 (Inschrift) gebaut.
Das Niedersächsische Landesamt für Denkmalpflege befand: „geschichtliche Bedeutung … durch beispielhafte Ausprägung eines niederdeutschen Hallenhauses“.